# Shrek 2: The Game
Shrek 2: The Game (с англ. — «Шрек 2: Игра») — компьютерная игра в жанре аркада, выпущенная компанией KnowWonder и изданная Activision для Windows в 2004 году. Игра по мотивам мультфильма от Dreamworks — «Шрек 2». Компьютерная версия игры издана в России компанией 1С.

## Сюжет
Огр по имени Шрек и его новая жена — принцесса Фиона вернулись на болото, где их ждёт их друг Осёл, который сообщает о том, что героям нужно срочно ехать в Тридевятое королевство к родителям Фионы — королю Гарольду и королеве Лилиан. Гарольд никогда не любил огров, и поэтому позвал убийцу огров — Кота в сапогах, чтобы убить Шрека. Но Кот не справился с заданием, и рассказал Шреку всю подноготную и вступил в их команду. Далее герои посетили завод по производству эликсиров и украли эликсир Happily Ever After. Герои выпили эликсир и заснули в сарае. На следующее утро Шрек и Фиона превратились в людей, а Осел — в белого коня. Героев при попытке вернуться во дворец посадили в тюрьму, но они сбежали и штурмовали дворец, где Крёстная фея пыталась убить Шрека, но потерпела поражение. Шрек и Фиона превратились обратно в огров, Осел — обратно в осла, Гарольд — в лягушку, и свадебный бал прошёл точно по намеченному плану.

## Отзывы и продажи
| Сводный рейтинг    | Сводный рейтинг | Сводный рейтинг | Сводный рейтинг | Сводный рейтинг | Сводный рейтинг | Сводный рейтинг |
| Издание            | Оценка          | Оценка          | Оценка          | Оценка          | Оценка          | Оценка          |
| Издание            | GBA             | GC              | PC              | PS2             | Xbox            | Мобильные       |
| ------------------ | --------------- | --------------- | --------------- | --------------- | --------------- | --------------- |
| GameRankings       | 72,56 %         | 72,27 %         | 62,90 %         | 71,92 %         | 71,29 %         | 49 %            |
| Metacritic         | 72/100          | 70/100          | 55/100          | 71/100          | 72/100          | N/A             |
| Иноязычные издания |                 |                 |                 |                 |                 |                 |
| Издание            | Оценка          | Оценка          | Оценка          | Оценка          | Оценка          | Оценка          |
| Издание            | GBA             | GC              | PC              | PS2             | Xbox            | Мобильные       |
| EGM                | N/A             | 6,17/10         | N/A             | 6,17/10         | 6,17/10         | N/A             |
| Eurogamer          | N/A             | N/A             | N/A             | N/A             | 5/10            | N/A             |
| Game Informer      | N/A             | N/A             | N/A             | N/A             | 7/10            | N/A             |
| GamePro            | N/A             | [ 15 ]          | N/A             | [ 15 ]          | [ 15 ]          | N/A             |
| GameRevolution     | N/A             | C+              | N/A             | C               | C+              | N/A             |
| GameSpot           | 6,4/10          | 6,8/10          | 4,5/10          | N/A             | N/A             | 5,2/10          |
| GameSpy            | N/A             | N/A             | N/A             | [ 22 ]          | N/A             | [ 23 ]          |
| GameZone           | N/A             | 7,8/10          | 5,9/10          | 8/10            | 8,5/10          | N/A             |
| IGN                | 7,9/10          | N/A             | 3,9/10          | 7/10            | N/A             | 5,5/10          |
| Nintendo Power     | 3,5/5           | 3,3/5           | N/A             | N/A             | N/A             | N/A             |
| OPM                | N/A             | N/A             | N/A             | [ 33 ]          | N/A             | N/A             |
| PC Gamer (US)      | N/A             | N/A             | 75 %            | N/A             | N/A             | N/A             |
| The Times          | [ 35 ]          | [ 35 ]          | N/A             | [ 35 ]          | [ 35 ]          | N/A             |

Все версии Shrek 2: The Game, за исключением версии игры для персонального компьютера, получили от смешанных до преимущественно положительных отзывов критиков. GameRankings и Metacritic поставили игре 72,56 % и 72 из 100 баллов за версию для Game Boy Advance; 72,27 % и 70 из 100 баллов за версию для GameCube; 71,92 % и 71 из 100 для версии на PlayStation 2; 71,29 % и 72 из 100 для версии на Xbox; 62,90 % и 55 из 100 для версии на PC; и 49 % для версии на мобильных устройствах.
Рецензент IGN Мэри Джейн Ирвин назвала версии игры для GameCube, Xbox и PlayStation 2 «забавным путешествием в мир фильма», а Крейг Харрис, другой автор IGN, назвал версию для Game Boy Advance «абсолютным удовольствием, особенно для тех, кто любит художественный стиль фильма», при этом отметив, что в ней «нет ничего нового».
Shrek 2: The Game, а также другая игра по фильму — Spider-Man 2, изданная Activision, разошлись тиражом более 5 млн экземпляров и стали самыми продаваемыми играми мая и июня соответственно.
В США версия Shrek 2: The Game для Game Boy Advance была продана тиражом 700 000 копий и заработала 18 млн долларов к августу 2006 года. За период с января 2000 года по август 2006 года игра заняла 35-е место по продажам среди игр, выпущенных для Game Boy Advance, Nintendo DS или PlayStation Portable в США.
К июлю 2006 года версия Shrek 2: The Game для PlayStation 2 была продана тиражом 850 000 копий и заработала в США 26 млн долларов. Издание Next Generation поставило её на 70-е место среди самых продаваемых игр в США, выпущенных для PlayStation 2, Xbox или GameCube в период с января 2000 года по июль 2006 года. Совокупные продажи консольных версий игры достигли 2,5 млн единиц в США к июлю 2006 года.